# The Wachowskis
Lana Wachowski (n. Laurence "Larry" Wachowski; 21 iunie 1965) și Lilly Wachowski (n. Andrew Paul "Andy"; 29 decembrie 1967), cunoscute profesional împreună ca the Wachowskis sau ca Surorile Wachowski (în engleză Wachowski Sisters), sunt niște surori americane, regizoare, scenariste și producătoare.
Ei și-au făcut debutul regizorial în 1996 cu filmul Bound, și au câștigat faima internațională cu cel de-al doilea film The Matrix (1999), pentru care ei au câștigat Premiul Saturn pentru cel mai bun regizor. Au scenarizat și regizat și cele două sequel-uri ale fimului, The Matrix Reloaded și The Matrix Revolutions (ambele în 2003), și s-au implicat foarte mult în scenarizarea și producția altor lucrări din franciză.

Ca urmare a succesului comercial a seriei Matrix, au scris scenariul și au produs filmul din 2006 V for Vendetta, iar în 2008 au lansat filmul Speed Racer. Cel mai recent film al lor, Cloud Atlas, bazat pe romanul cu același nume de David Mitchell, co-scenarizat și co-regizat de Tom Tykwer, a fost lansat pe 26 octombrie 2012. Următorul lor film Jupiter Ascending, și seria televizată Sense8, pe care le-au creat, au fost lansate în 2014.

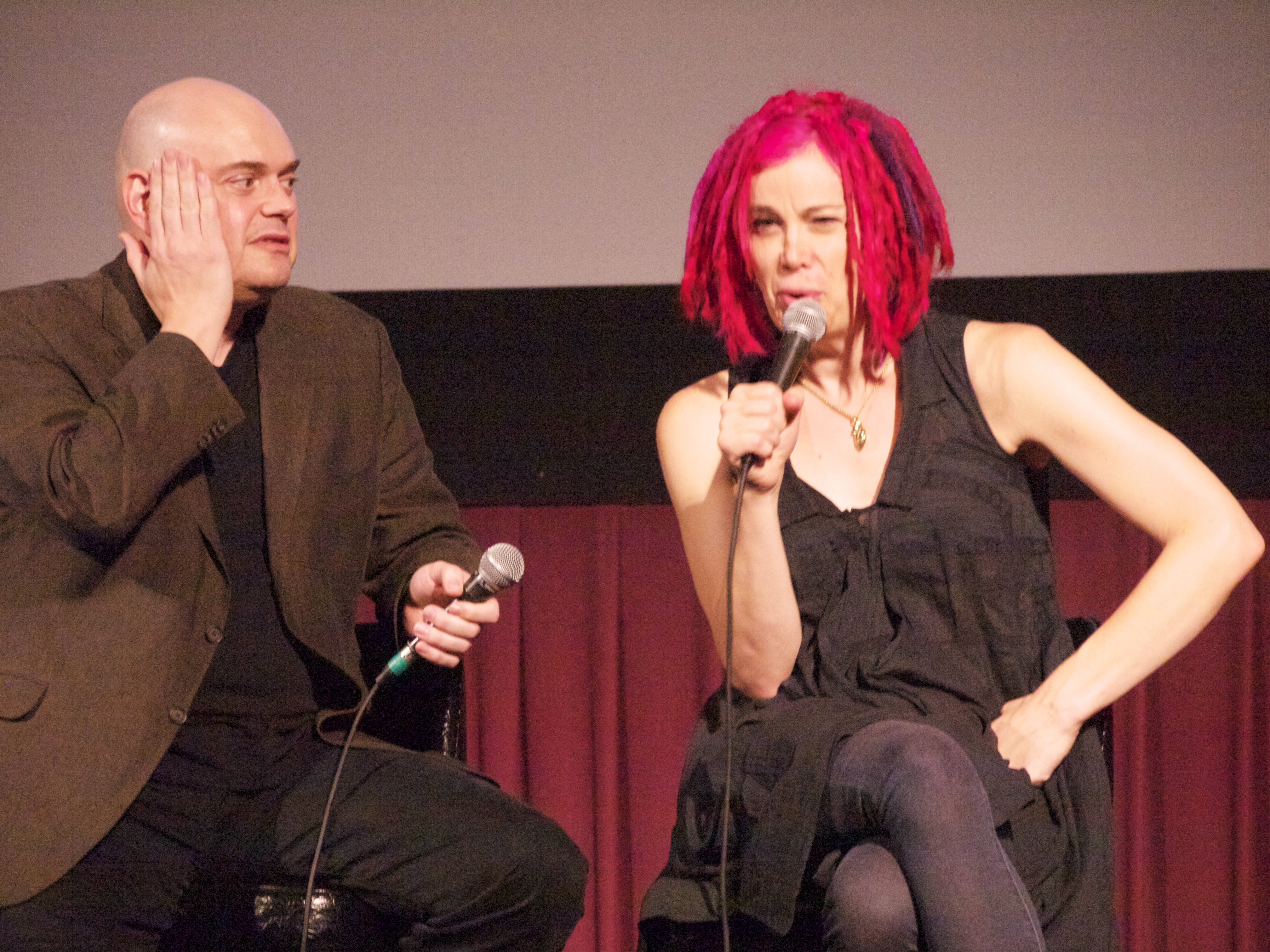
Andy și Lana/Larry Wachowski în septembrie 2012, la ecranizarea peliculei Cloud Atlas

## Lucrări

### Filme
| An   | Titlu                  | Creditați ca | Creditați ca | Creditați ca | Creditați ca        | Note |
| An   | Titlu                  | Regizori     | Scenariști   | Producători  | Producător executiv | Note |
| ---- | ---------------------- | ------------ | ------------ | ------------ | ------------------- | --- |
| 1995 | Assassins              |              | Da           |              |                     | Scenariul lor a fost „în totalitate rescris” de către scenaristul Brian Helgeland. Ei au încercat să-și scoată numele din film dar nu au reușit.                         |
| 1996 | Bound                  | Da           | Da           |              | Da                  | |
| 1999 | The Matrix             | Da           | Da           |              | Da                  | |
| 2003 | The Animatrix          |              | Da           | Da           |                     | Direct-to-video Creditați pentru scenariul "Final Flight of the Osiris" și poveștile "The Second Renaissance Part I", "The Second Renaissance Part II" și "Kid's Story". |
| 2003 | The Matrix Reloaded    | Da           | Da           |              | Da                  | |
| 2003 | The Matrix Revolutions | Da           | Da           |              | Da                  | |
| 2006 | V for Vendetta         |              | Da           | Da           |                     | Regizare second unit necreditată |
| 2007 | The Invasion           |              |              |              |                     | Au scris scene adiționale, necreditați |
| 2008 | Speed Racer            | Da           | Da           | Da           |                     | |
| 2009 | Ninja Assassin         |              |              | Da           |                     | |
| 2012 | Cloud Atlas            | Da           | Da           | Da           |                     | Co-regie cu Tom Tykwer |
| 2014 | Jupiter Ascending      | Da           | Da           | Da           |                     | [ 9 ] |

### Televiziune
| An   | Titlu  | Creditați ca | Creditați ca | Creditați ca          | Note                                                 |
| An   | Titlu  | Regizori     | Scenariști   | Producători executivi | Note                                                 |
| ---- | ------ | ------------ | ------------ | --------------------- | ---------------------------------------------------- |
| 2014 | Sense8 | Da           | Da           | Da                    | Co-creație cu J. Michael Straczynski pentru Netflix. |

### Jocuri video

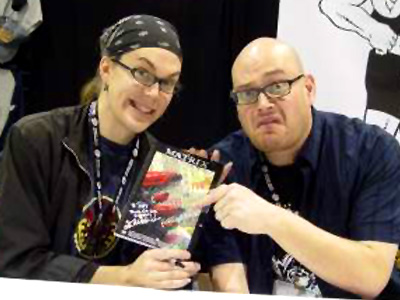
The Wachowskis la San Diego ComicCon, în 2004

| An   | Titlu                   | Creditați ca | Creditați ca | Note                                                                                            |
| An   | Titlu                   | Regizori     | Scenariști   | Note                                                                                            |
| ---- | ----------------------- | ------------ | ------------ | ----------------------------------------------------------------------------------------------- |
| 2003 | Enter the Matrix        | Da           | Da           | Bazat pe un scenariu de 244 de pagini de Wachowskis. De asemenea au regizat trailer-ul jocului. |
| 2003 | The Matrix Online       |              |              | [ 14 ] [ 15 ] [ 16 ]                                                                            |
| 2005 | The Matrix: Path of Neo | Da           | Da           | În colaborare cu Zach Staenberg.                                                                |

### Videoclipuri
| An   | Titlu               | Artist                  | Note                                                                           |
| ---- | ------------------- | ----------------------- | ------------------------------------------------------------------------------ |
| 2009 | Epilepsy Is Dancing | Antony and the Johnsons | Videoclipul în coreografia lui Sean Dorsey a fost cenzurat în America de Nord. |

### Cărți comice
| An        | Titlu                             | Creditați ca | Creditați ca | Note |
| An        | Titlu                             | Scriitori    | Publiciști   | Note |
| --------- | --------------------------------- | ------------ | ------------ | --- |
| 1989–1994 | Clive Barker's Hellraiser         | Da           |              | Larry Wachowski e creditat ca scenarist al poveștilor incluse în edițiile 8, 9, 12, 13 și special-ul Hellraiser: Spring Slaughter – Razing Hell. |
| 1992      | Clive Barker's Nightbreed         | Da           |              | Larry Wachowski e creditat ca scenarist al ediției 17.                                                                                           |
| 1993      | Clive Barker's Book of the Damned | Da           |              | Larry Wachowski e creditat ca scenarist al volumelor 1, 2 și 4.                                                                                  |
| 1993–1994 | Ectokid                           | Da           |              | Larry Wachowski e creditat ca scenarist al edițiilor 3–9                                                                                         |
| 1999–2004 | The Matrix Comics                 | Da           | Da           | Au scris "Bits and Pieces of Information" |
| 2004–     | Doc Frankenstein                  | Da           | Da           | Bazat pe ideea originală a lui Geof Darrow, relucrată apoi de Steve Skroce, iar duo-ul a finalizat-o prin scenarizare.                           |
| 2004–2007 | Shaolin Cowboy                    |              | Da           | Edițțile 2–7 |

## Premii și nominalizări
| An   | Premiu                                | Categorie                                                                      | Titlu                                  | Rezultat     |
| ---- | ------------------------------------- | ------------------------------------------------------------------------------ | -------------------------------------- | ------------ |
| 2000 | Amanda Awards                         | Best Foreign Feature Film                                                      | The Matrix                             | Nominalizare |
| 1997 | Chlotrudis Awards                     | Best Director                                                                  | Bound                                  | Nominalizare |
| 1997 | Deauville American Film Festival      | Grand Special Prize                                                            | Bound                                  | Nominalizare |
| 1997 | Fantasporto                           | Best Film                                                                      | Bound                                  | Câștigat     |
| 2013 | German Film Awards                    | Outstanding Feature Film (shared with Grant Hill, Stefan Arndt and Tom Tykwer) | Cloud Atlas                            | Nominalizare |
| 2013 | German Film Awards                    | Best Direction (shared with Tom Tykwer)                                        | Cloud Atlas                            | Nominalizare |
| 2004 | Golden Raspberry Awards               | Worst Director                                                                 | Matrix Reloaded and Matrix Revolutions | Nominalizare |
| 2000 | Hugo Awards                           | Best Dramatic Presentation, Long Form                                          | The Matrix                             | Nominalizare |
| 2007 | Hugo Awards                           | Best Dramatic Presentation, Long Form                                          | V for Vendetta                         | Nominalizare |
| 2000 | Las Vegas Film Critics Society Awards | Best Screenplay                                                                | The Matrix                             | Nominalizare |
| 2000 | Mainichi Film Concours                | Readers' Choice Award for Best Foreign Language Film                           | The Matrix                             | Câștigat     |
| 2000 | Nebula Awards                         | Best Script                                                                    | The Matrix                             | Nominalizare |
| 2007 | Nebula Awards                         | Best Script                                                                    | V for Vendetta                         | Nominalizare |
| 2012 | Online Film Critics Society Awards    | Best Adapted Screenplay (shared with Tom Tykwer)                               | Cloud Atlas                            | Nominalizare |
| 1997 | Outfest                               | Grand Jury Award – Honorable Mention: Outstanding American Narrative Feature   | Bound                                  | Câștigat     |
| 1997 | Saturn Awards                         | Best Writing                                                                   | Bound                                  | Nominalizare |
| 2000 | Saturn Awards                         | Best Director                                                                  | The Matrix                             | Câștigat     |
| 2000 | Saturn Awards                         | Best Writing                                                                   | The Matrix                             | Nominalizare |
| 2007 | Saturn Awards                         | Best Writing                                                                   | V for Vendetta                         | Nominalizare |
| 1997 | Stockholm Film Festival               | Honorable Mention                                                              | Bound                                  | Câștigat     |